# David Hill
Pour les articles homonymes, voir David Hill (homonymie) et Hill.
Pas d'image ? Cliquez ici

a Compétitions nationales et continentales officielles uniquement.

b Matchs officiels uniquement.
Dernière mise à jour le 12 janvier 2018.
David William Hill, plus connu comme David Hill, né le 31 juillet 1978 à Blenheim, est un joueur de rugby à XV néo-zélandais qui joue pour les All-Blacks en 2006. Il joue au poste de demi d'ouverture (1,88 m pour 102 kg).

## Biographie
En 2006, il est rappelé pour jouer avec les Blacks. Il a gagné son premier maillot All-Black en participant à une tournée de novembre en 2001 en Irlande, Écosse et Argentine. Bien qu'il ait joué à l'ouverture ses deux matchs en 2001, il joue également premier ou deuxième centre pour Waikato, les Chiefs et les Junior All Blacks. Il inscrit 87 points pour Waikato en 2005 et il termine à égalité avec Stephen Donald comme meilleur marqueur d'essais, avec quatre chacun. Les 27 transformations qu'il a réussi avec les Chiefs en 2005 en Super 12 sont un record pour cette équipe. Avec 1309 points, il est le troisième meilleur réalisateur néo-zélandais en activité. De 2006 à 2008, il joue pour Bristol Rugby en championnat anglais.

## Statistiques en équipe nationale
- Nombre de tests avec les Blacks : 1
- Autres matchs avec les Blacks : 2
- Nombre total de matchs avec les Blacks : 3
- Première cape : 17 juin 2006
- Matchs avec les Blacks par année : 1 en 2006.

## Palmarès
- Vainqueur du National Provincial Championship en 2006 avec Waikato.